# Bötzsee
Der Bötzsee ist ein circa vier Kilometer langer und 400 Meter breiter See, der sich zwischen den Orten Altlandsberg und Strausberg im Landkreis Märkisch-Oderland des Landes Brandenburg erstreckt. Er ist Teil des Landschaftsschutzgebietes Strausberger- und Blumenthaler Wald- und Seengebiet und befindet sich in unmittelbarer Nachbarschaft zu zahlreichen anderen Seen, wie dem Fänger- und Straussee.

## Lage und Umgebung
Das südwestliche Ufer des Bötzsees gehört zum Ortsteil Eggersdorf der Gemeinde Petershagen/Eggersdorf. Hier finden sich – etwas versteckt über den Abzweig Tulpenstraße der Altlandsberger Chaussee zugänglich – auch ein im Sommer bewachtes Strandbad, ein Ruderbootverleih sowie das 1906 erbaute Hotel und Café-Restaurant „Seeschloss“. Am 18. April 2014 begann der Betrieb des Elektroschiffes „Sunny Manuela“ mit einer Kapazität von 120 Personen auf dem Bötzsee. Der Hauptanleger befindet sich vor dem Hotel „Seeschloss“ neben dem kommunal betriebenen Bootsverleih.
Am etwas steileren östlichen Ufer des Sees liegt das zur Stadt Strausberg zählende Erholungs-, Bungalow- und Wohngebiet „Postbruch“. Die 1910 erbaute Gaststätte „Postbruchhütte“ wurde 2005 geschlossen und zum Wohnhaus umgebaut. Am Nordende des Bötzsees stehen die früher sehr beliebten historischen Ausflugsgaststätten „Alte Spitzmühle“ und „Neue Spitzmühle“.  Beide Lokale sind seit 2011 bzw. 2014 geschlossen. Von hier aus lässt sich nach nur etwa 400 Metern bereits der nächste See, der Fängersee, erreichen.
Der ganze Bötzsee ist fast durchgängig von Wald umgeben. An seinen Ufern finden sich Bestände von geschützten Pflanzen wie dem Buschwindröschen. An allen Seiten befinden sich zahllose kleine, „wilde“ Badestellen. Die Umrundung des Bötzsees ist auf einem frei zugänglichen Uferweg in etwa drei Stunden Fußmarsch möglich.

## Entstehung
Die Entstehung des Bötzsees geht auf die letzte, sogenannte Weichsel-Eiszeit zurück. Er liegt zusammen mit dem Fänger- und Gamensee in einem glazialen Urstromtal, das sich mit zahlreichen Flüssen und Seen nach dem Abschmelzen der großen Eismassen bildete.
Zu- und Abfluss des Bötzsees ist das Fredersdorfer Mühlenfließ, das auch durch Petershagen/Eggersdorf verläuft und dessen Verbindung zum See sich am Freibad an der Südwestseite gut beobachten lässt.

## Sonstiges
Verkehr durch Boote mit Verbrennungsmotoren ist auf dem Bötzsee nicht erlaubt. Die Wasserqualität ist durchgehend gut. Im Sommer ist der See ein beliebtes Ziel bei Ausflüglern aus Berlin und Brandenburg.
Zwei Hochspannungsleitungen überqueren den Bötzsee: eine 110 kV-Leitung und eine 380 kV-Leitung.